# Hobergstjärnarna (Jörns socken, Västerbotten, 724627-170373)
Hobergstjärnarna är en sjö i Skellefteå kommun i Västerbotten och ingår i Byskeälvens huvudavrinningsområde. Hobergstjärnarna ligger i Byskeälven Natura 2000-område.